# Bangsri (Bulakamba)
Bangsri is een bestuurslaag in het regentschap Brebes van de provincie Midden-Java, Indonesië. Bangsri telt 14.447 inwoners (volkstelling 2010).